# El Jacal, Chucándiro
El Jacal är en ort i Mexiko.   Den ligger i kommunen Chucándiro och delstaten Michoacán de Ocampo, i den centrala delen av landet, 240 km väster om huvudstaden Mexico City. El Jacal ligger 1 858 meter över havet och antalet invånare är 259.
Terrängen runt El Jacal är varierad. El Jacal ligger nere i en dal. Runt El Jacal är det ganska tätbefolkat, med 172 invånare per kvadratkilometer. Närmaste större samhälle är Huandacareo, 13,0 km nordost om El Jacal. I omgivningarna runt El Jacal växer huvudsakligen savannskog.